# John Kirkwood
Pour les articles homonymes, voir Kirkwood.
John « Jack » Gamble Kirkwood, né le 30 mai 1907 à Gotebo, Oklahoma et mort le 9 août 1959 à New Haven, Connecticut) est un chimiste et physicien américain,qui a enseigné à l'université Cornell, à l'université de Chicago, au California Institute of Technology et à l'université Yale. Il est connu pour les travaux connus sous le nom de hiérarchie BBGKY où il est le K de la chaîne caractères.

## Biographie[3]
Après un diplôme en physique à l'université de Chicago en 1926 et un PhD en chimie au Massachusetts Institute of Technology il va travailler en Europe avec Peter Debye et Arnold Sommerfeld.
Il revient au MIT dans la période 1932-1934 comme chercheur associé en chimie physique.
DE 1934 à 1937 il est professeur assistant à l'université Cornell, puis de 1937 à 1938 à l'université de Chicago.
De 1938 à 1947 il occupe la chaire Todd à l'université Cornell.
De 1942 à 1945 il est membre de l'Office of Scientific Research and Development où il travaille avec Hans Bethe sur les problèmes de détonation.
De 1947 à 1951 il est titulaire de la chaire Arthur Amos Noyes au MIT.
De 1951 à 1959 il est professeur à l'université Yale et directeur scientifique en 1958.

## Récompenses
- Prix Irving-Langmuir en 1936
- le ACS Award in Pure Chemistry en 1936
- le Navy Meritorious Civilian Service Award (en) en 1945
- le Presidential Certificate of Appreciation for Patriotic Civilian Service en 1947